# Snit
SNIT (Snit’s Not Incr Tcl) — объектно-ориентированное расширение языка TCL. Его название - аббревиатура, полученная популярным в мире Open Source рекурсивным способом, гласящая что SNIT — это не Incr Tcl. В настоящее время включено в стандартную библиотеку Tcl. Основана на делегировании, а не на наследовании.
Наряду с incr tcl и XOtcl — одно из трёх наиболее популярных объектно-ориентированных расширений Tcl.

## Особенности
Будучи основанным на делегировании, SNIT работает не с объектами, но со всем, что ведёт себя как объект. Это очень удобно, когда нужно создать OO-оболочку для больших объёмов существующего Tcl кода, используя SNIT как «объектный клей».

## Примеры применения
Одним из примеров применения библиотеки может служить JNEM (Joint Non-kinetic Effects Model) — программа для моделирования, используемая армией США для подготовки командиров.

## Версии библиотеки
Существует в двух основных линейках версий Snit, нескольки несовместимых между собой версиях, Snit 1.3, работающий с Tcl 8.4 и Snit 2.2, работающий с современной версией Tcl 8.5.